# Marie-Michelle Milapie
Marie-Michelle Milapie, née le 6 février 1996 à Amiens (Somme), est une joueuse de basket-ball française.

## En club
Après trois années passés à l'INSEP, elle signe en 2014 son premier contrat professionnel avec Basket Landes. Après deux premières saisons assez modestes sur le plan statistique en deçà de ses performances en équipes de France, elle entame en confiance la saison 2016-2017 avec par exemple 19 points en rencontre amicale face à Toulouse, puis 15 points, 6 rebonds et 3 passes décisives le 4 décembre 2016 face à Villeneuve-d'Ascq,.
Après cinq saisons dans les Landes, elle signe en avril 2019 avec Lattes Montpellier.

## Équipe nationale
En 2011 et en 2012, elle est sélectionnée en équipe de France U16 qui se classe cinquième du championnat d'Europe, puis poursuit son parcours dans les catégories supérieures. En, 2013, elle est en U18 de 3x3 qui tombe en quarts de finale face aux USA, futurs vainqueurs du tournoi, et se classe cinquième du championnat du monde organisé en Indonésie. Elle participe également au championnat d'Europe U18 en 5x5 à Vukovar (Croatie) du 15 au 25 août 2013 qui remporte la médaille d'argent. En 2014, elle récidive avec une seconde médaille d'argent. Qualifiée avec les U19 pour le championnat du monde 2015, la France s'incline en quarts de finale face aux Russes menées par Maria Vadeïeva (12 points et 9 rebonds) et Raïssa Moussina (19 points à 7 sur 7 aux tirs en seulement 14 minutes), alors que Marie-Michelle Milapie est limitée à 2 tirs réussis sur 10,,. Les Bleues accrochent la cinquième place. 
En 2016, elle dispute son dernier championnat avec les équipes de France jeunes en catégorie U20 pour assez mitigée sixième place malgré de belles performances pour elle. Son potentiel lui vaut d'être retenue dans la sélection 2016 de nouvelle Équipe de France A'.
Elle est présélectionnée en équipe de France de basket-ball en vue de la Coupe du monde 2018, mais elle n'est pas retenue dans la sélection finale, de même qu'en 2019 en vue du Championnat d'Europe 2019. 
Blessée par une rupture du tendon d'Achille, sa première saison dans l'Hérault est tronquée et elle ne reprend qu'à la Toussaint 2020. Compétitive en sortie de banc pour sa deuxième saison à Montpellier (6,5 points à 59% de réussite aux tirs et 3,6 rebonds pour 7,4 d'évaluation en 17 minutes), elle choisit à l'été 2021 de se diriger vers les Flammes Carolo.

## Clubs
- 2008-2011 :  Amiens
- 2011-2014 :  Centre fédéral
- 2014-2019 :  Basket Landes
- 2019-2021 :  Basket Lattes Montpellier Méditerranée Métropole Association
- 2021- :  Flammes Carolo basket

## Sélections nationales
- Médaillée d'argent à l'Euro U18 en 2013
- Médaillée d'argent à l'Euro U18 en 2014[10]
- Médaille d'or des Jeux de la Francophonie 2017[20]

## Palmarès
- Vainqueur de coupe de France 2021[21]